# Bruno Corrias
Bruno Corrias Sassari ( 1939 - 2012) fue un botánico italiano. En 1965, obtuvo su licenciatura en Ciencias Biológicas en Sassari. Desarrolló actividades académicas en la Cátedra de Botánica, de la Facultad de Ciencias de la Universidad de Sassari. Además de profesor de botánica, lo fue de ecología, y de fitogeografía.

## Algunas publicaciones
- l. Bullini, r. Cianchi, l. de Bonis, m.c. Mosco, p. Arduino, b. Corrias, w. Rossi. 2002. Speciation by hybridization and polyploidy in European Orchids of the genus Dactylorhiza. 177-182. En: Clark J., Elliott W. M., Tingley G., Biro J. (eds.) Proc. of the 16th World Orchid Conference. Publ. Vancouver Orchid Soc. Vancouver

- -------------, --------------, p. Arduino, l. de Bonis, m.c. Mosco, a. Verardi, d. Porretta, b. Corrias, w. Rossi. 2001. Molecular evidence for allopolyploid speciation and a single origin of the western Mediterranean orchid Dactylorhiza insularis (Orchidaceae). Biol. J. Linn. Soc. 72: 193-201

- p. Arduino, f. Verra, r. Cianchi, w. Rossi, b. Corrias, l. Bullini. 1996. Genetic variation and natural hybridization between Orchis laxiflora and Orchis palustris (Orchidaceae). PI. Syst. Evoi. 202: 87-109

- s. diana-Corrias, b. Corrias. 1976. Ad floram italicam notulae taxonomicae et geobotanicae. 19. "Lotus alpinus" (DC.) Schleich. ex Ramond in Sardegna. Webbia 30: 299-302

### Libros
- b. Corrias, s. diana-Corrias. 1972. Funghi della Sardegna 2. Macromiceti delle sugherete. 18 pp.

### Capítulos de libros
- b. Corrias, s. Diana, w. Rossi. 2006. Le Orchidee di Federico Cesi, 303-324. En: Graniti A. (ed.) "Federico Cesi: un principe naturalista". Atti dei Convegni Lincei, 225. Bardi Ed. Roma

- La abreviatura «Corrias» se emplea para indicar a Bruno Corrias como autoridad en la descripción y clasificación científica de los vegetales.[3]